# Desastre Ferroviário da Lousã
O Desastre Ferroviário da Lousã foi um acidente ocorrido em 4 de abril de 2002, junto à localidade de Casal do Espírito Santo, no concelho da Lousã, em Portugal. Dois comboios da operadora Caminhos de Ferro Portugueses colidiram no Ramal da Lousã devido a falha humana, provocando 5 mortos e 11 feridos.

## Acidente
O acidente ocorreu num troço de via única, na zona do Casal do Espírito Santo, na Lousã. Um dos comboios era composto por duas automotoras, que estava a fazer o serviço entre Coimbra e Serpins, enquanto que o outro era só uma automotora, vinda de Serpins, onde se estava a fazer uma aula de instrução, seguindo 14 homens a bordo. O comboio de passageiros devia aguardar pela outra automotora na Estação de Lousã, onde se faria o cruzamento, por ter duas vias. No entanto, continuou viagem sem esperar pelo outro comboio, tendo as duas automotoras colidido pouco depois, às 13:55.

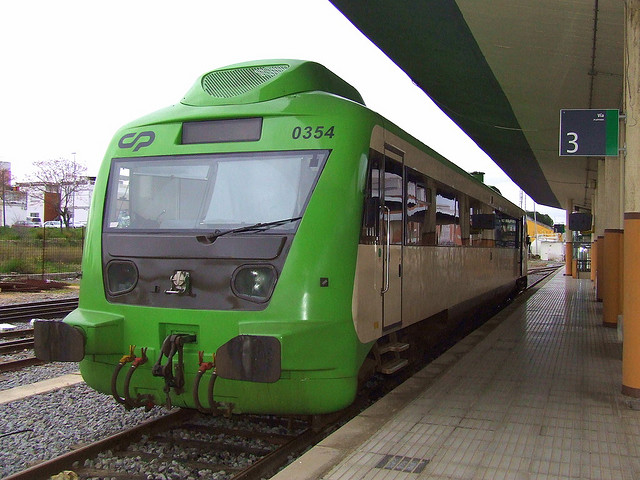
Automotora 354, da mesma série das acidentadas, na estação de Badajoz em 2009.

## Resposta e investigação
Vários populares acorreram ao local do acidente depois de ouvirem a colisão.
Este acidente provocou cinco mortos e onze feridos, um dos quais em estado muito grave. Na automotora de instrução, um maquinista da CP, um instruendo e um formador da empresa Fernave morreram instantaneamente, enquanto que na outra composição morreram um maquinista e um chefe de comboio.
Os feridos foram internados nos Hospitais da Universidade de Coimbra, e no dia seguinte, já nove dos onze feridos tinham recebido alta ou tinham sido transferidos para hospitais na área da sua residência. Dos que permaneceram, o caso mais grave era o do maquinista do comboio de passageiros, com 30 anos, que sofreu um traumatismo cranioencefálico. Estava em coma e precisava de respiração assistida, tendo sido internado no Serviço de Medicina Intensiva. A outra pessoa internada foi um homem de 60 anos, que seguia na automotora de instrução, e que estava fora de perigo mas que precisou de cuidados especiais, por ter sofrido múltiplas fracturas na zona da face. Foi internado no Serviço de Cirurgia Maxilo-Facial.
Este desastre colocou em causa as condições de segurança que se verificavam nos ramais secundários da rede ferroviária portuguesa. Foi o pior acidente ocorrido até então no centenário Ramal da Lousã, e o mais grave em Portugal desde que sucedeu o acidente em Estômbar, em 1997, segundo o presidente dos Caminhos de Ferro Portugueses, Crisóstomo Teixeira, que se deslocou ao local do acidente. Afirmou que a automotora de instrução tinha cumprido as regras, pelo que o culpado deste desastre teria sido o maquinista do comboio de passageiros, que não esperou pelo outro comboio na Lousã.
O Governador Civil de Coimbra, Horácio Antunes, também foi ao local, onde confirmou à comunicação social que todos os indícios apontavam para um erro humano como causa do acidente. Esta conclusão foi criticada pelo presidente do Sindicato Nacional dos Transportes Ferroviários, António Medeiros, que apontou a falta de segurança no ramal, por não estar electrificado nem ter sinalização automática, pelo que a responsabilidade política do acidente cabia à Rede Ferroviária Nacional. O representante da Comissão dos Utentes do Ramal da Lousã, José Vitorino, afirmou que este acidente não teria acontecido se a Estação de Lousã estivesse a funcionar normalmente, sob a coordenação do respectivo chefe da estação.
Às 16:30 do mesmo dia, verificou-se um outro acidente, quando um comboio abalroou um automóvel numa passagem de nível sem guarda em Casal dos Rios, tendo o motorista sofrido apenas ferimentos ligeiros.